# Phaeocystis globosa
Phaeocystis globosa is een algensoort uit de familie Phaeocystaceae, die vooral bekend is door haar spectaculaire algenbloei in het voorjaar aan het zeeoppervlak en in zeeschuim dat soms in een dik, bruingeel pak op stranden aanspoelt en eventueel toxisch kan zijn.

## Kenmerken
Phaeocystis globosa, ook schuimalg of bruine slijmalg genoemd, is een eencellige die leeft in bolvormige koloniën binnen een door de kolonie geproduceerde slijmlaag van polysaccharidegel. Het slijm beschermt dit fytoplankton tegen ‘begrazing’ door zoöplankton en vissen. Voedingsstoffen worden overdag opgeslagen in de slijmlaag en ’s nacht benut.
Dit organisme heeft een individuele cellengte van 5 μm (7 μm in een kolonie) en het is uitgerust met twee flagellen die groter zijn dan de cel zelf, maar ontbreken in koloniën. Deze algen beschikken over twee geelbruine chloroplasten. Koloniën groeien uit tot 2 à 8 mm in doorsnede. Zij komen voor in wateren in gematigd klimaat; hun specifiekere verspreidingsgebied omvat de kusten van de Noordelijke Atlantische Oceaan en de Noordzee. Hun levenscyclus is polymorf en complex. Phaeocystis globosa kent een haploïde-diploïde levenscyclus; geslachtelijke voortplanting domineert tijdens de bloei van een kolonie, verder heeft zij twee typen vegetatieve vermeerdering. Met een dichtheid van 80 000 cellen per ml is Phaeocystis globosa, bijvoorbeeld, de meest voorkomende soort in het Marsdiep bij Texel en vormt daarmee het grootste deel van de biomassa aan fytoplankton.

## Habitat

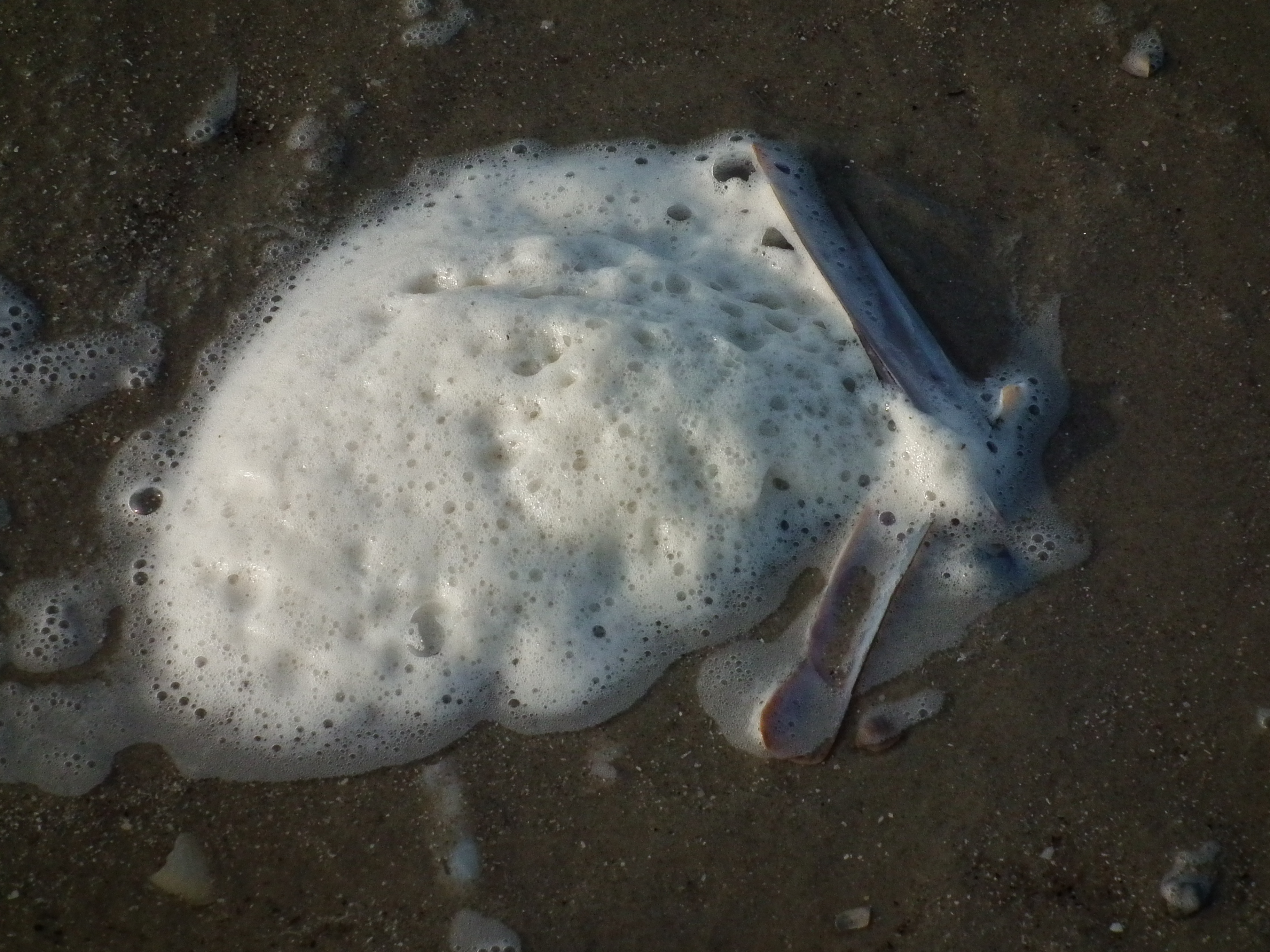
Schuim van Phaeocystis globosa

De solitaire vorm leeft veelal in een oligotroof milieu, terwijl de kolonies zich in eutrofe omgeving ontwikkelen. De belangrijke (plankton)bloei van Phaeocystis globosa wordt dus in gang gezet tijdens de overgang van een solitair bestaan naar een leven in een kolonie, in gebieden met een hoge nutriëntenbeschikbaarheid, vaak in de buurt van kustlocaties waar veel stormwater wordt afgevoerd en eutrofiëring plaatsvindt. Zelf kan de ‘bloesem’ ook tot eutrofiëring leiden. Uit studies lijkt naar voren te komen dat de vorming van zeeschuim een directe correlatie heeft met de algenbloei van Phaeocystis globosa, ondanks het feit dat schuimvorming pas ongeveer twee weken na het verschijnen van een algenbloei op zee plaatsvindt. Organisch materiaal van Phaeocystis globosa is aan het zeeoppervlak waargenomen tijdens decompositie, maar niet dieper in het water.
Zeeschuim vormt overigens een habitat voor diverse micro-organismen, zoals verschillende soorten microfytoplankton, nanofytoplankton en diatomen, die er in grotere hoeveelheden voorkomen dan in de bovenste waterlaag. En naast P. globosa worden ook P. pouchetii en P. antarctica geassocieerd met algenbloei in gebieden die rijk zijn aan nutriënten. Over het algemeen komt P. globosa tot bloei in gematigde en tropische wateren, terwijl  in P. pouchetii en P. antarctica beter zijn aangepast aan de lage temperaturen van, respectievelijk, de Noordelijke IJszee en de Zuidelijke Oceaan.

## Bijdragen aan kringlopen
Het geslacht Phaeocystis speelt mondiaal een belangrijke rol in de koolstof- en zwavelkringloop en in biochemische cycli waarin effectief grote hoeveelheden CO2 worden gebonden. Daarnaast is het een hoofdproducent van 3-dimethylsulfoniopropionaat (DMSP), de precursor van dimethylsulfide (DMS). In de biogenese geeft DMS jaarlijks ongeveer 1.5×1013 g zwavel af aan de atmosfeer en kan daarmee wolkenvorming beïnvloeden en zo potentieel een bijdrage leveren aan klimaatregulering. De levenscyclus van dit algengeslacht wordt nog onvoldoende begrepen.

## Gevaarlijke algenbloei
Schuim kan zich vormen in successie op de decompositie van schadelijke algenbloei (HABs). Dat bestaat primair uit algensoorten, maar kan ook dinoflagellaten en cyanobacteria bevatten. HABs en eutrofiëring kunnen schade toebrengen aan de visstand en andere organismen in een ecosysteem. Bovendien wordt biomassa van algen in bloei geïntegreerd in het zeeschuim in de microlaag van het zeeoppervlak, ook het slijm van Phaeocystis globosa met zijn stelsel van microstructuren bestaande uit cellen in een matrix van polysaccharidegel. Als stukgeslagen zeeschuim verder afbreekt, komen er toxinen van de algen vrij in de lucht die ademhalingsproblemen en soms zelfs astma-aanvallen kunnen veroorzaken. Phaeocystis globosa is een van de algensoorten die als problematisch worden gezien, zoals in een onderzoek in Nederland is waargenomen. De hoge accumulatie van biomassa bij deze soort zorgt ervoor dat zij grote hoeveelheden toxine kan vormen, dat meestal op stranden aanspoelt. Daarnaast wordt Phaeocystis globosa beschouwd als een soort die overlast bezorgt, doordat haar grote schuimformaties recreatie op het strand hinderen.

## Toxiciteit van zeeschuim

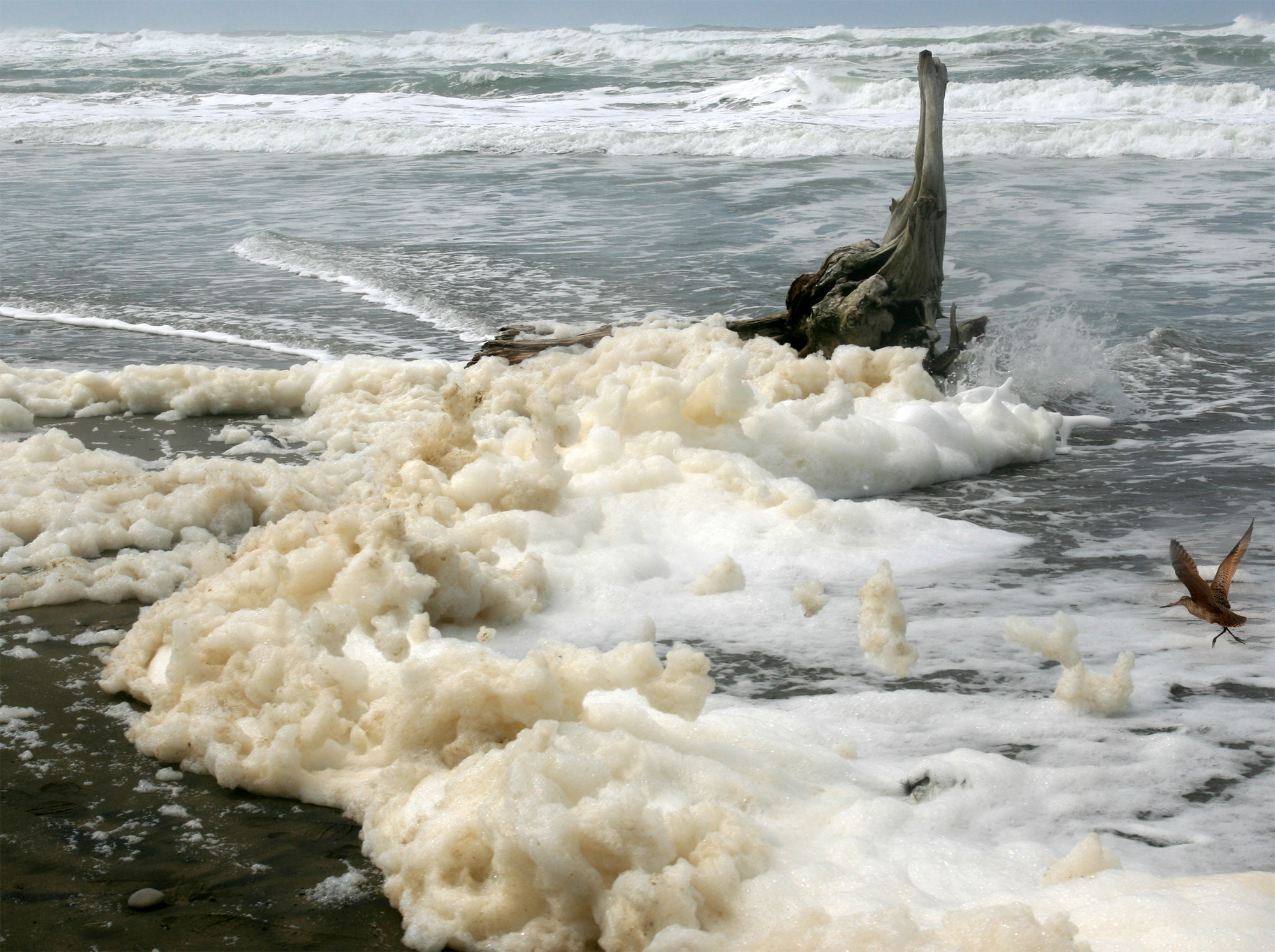
Zeeschuim op het strand in San Francisco

Natuurlijk voorkomend zeeschuim is intrinsiek niet-toxisch; maar het kan blootgesteld worden aan hoge concentraties vervuilende stoffen in de microlaag aan het zeeoppervlak, afkomstig van de afbraakproducten van genoemde algenbloei van Phaeocystis globosa en onder meer fossiele brandstoffen en afgevoerd stormwater. Deze vervuiling draagt bij aan de vorming van schadelijk zeeschuim via adsorptie aan bubbels. De bubbels kunnen barsten en toxines uitstoten naar de atmosfeer in de vorm van spetters of aerosolen of zij kunnen hardnekkig in het schuim achterblijven. Toxines die door aerosolen  en knappende bubbels vrijkomen, kunnen door mensen worden ingeademd. Micro-organismen die zeeschuim als hun habitat hebben, kennen een verhoogde gevoeligheid voor blootstelling aan vervuiling. Bijgevolg kunnen deze toxische substanties geïntegreerd worden in een voedselweb.

## Incidenten
Zeeschuim heeft herhaaldelijk tot media-aandacht en incidenten geleid. Op 11 mei 2020 raakten surfers langs de kust bij Scheveningen in ernstige problemen, met de dood van vijf van hen tot gevolg. Dit is onder meer toegeschreven aan de grote hoeveelheid (zee)schuim ter plekke, maar de aanwezigheid van toxines van Phaeocystis globosa is niet direct aannemelijk en wordt verder onderzocht.